# Der Spargel (Schülerzeitung)
Der Spargel (Eigenschreibweise: DER SPARGEL) ist die 1989 von dem damaligen Schüler Marcus Schwarze und dem Kunstlehrer Wolfgang Dippel gegründete Schülerzeitung des Erich-Kästner-Gymnasiums in Laatzen bei Hannover.

## Geschichte
1989 wurde die Schülerzeitschrift von einigen Schülern um Schwarze gegründet. Titelthema der ersten Ausgabe war der Schulleiter Stumme, der mit dem Zitat: „Ich bin nicht humorlos“ vor einem Wachhäuschen montiert abgebildet wurde. Anlass war seine Praxis, verspätete Schüler per Handschlag zu begrüßen. Schon bald übernahm der Deutsch- und Kunstlehrer „Kalle“ Bertram von Dippel die Rolle des leitenden Lehrers. 1995 wurde Der Spargel durch die Spiegel-Spargel-Affäre mit dem Magazin Der Spiegel über die Grenzen seines Wirkungsgebiets bekannt.
Seit seiner Gründung im Jahr 1989 erscheint Der Spargel zweimal jährlich, mit einer durchschnittlichen Seitenanzahl von 72 und einer Auflage von 500 Stück. Zusätzlich erscheint seit März 2012 eine Online-Ausgabe mit weiteren Inhalten, die in der Print-Ausgabe nicht verfügbar sind. Die Schülerzeitung veröffentlicht auch kritische Berichte über die Bundes- und Landespolitik, Artikel über regionale soziale und politische Angelegenheiten und Kommentare zu aktuellen Kulturströmungen unter Jugendlichen.
Unter anderem wurden schon Bundesarbeitsministerin Ursula von der Leyen, Altkanzler Helmut Kohl und Gerhard Schröder, Bundesgesundheitsminister Philipp Rösler, Niedersachsens Innenminister Uwe Schünemann, Grünen-Vorsitzender Cem Özdemir, Bundesumweltminister a. D. Jürgen Trittin und Roberto Blanco interviewt. Zu diesem Thema veranstaltete Der Spargel im September 2009 eine Jubiläumsausstellung mit dem Titel „Wir danken für das Gespräch – 20 Jahre SPARGEL-Interviews“, zu welcher Regionalpolitiker, sowie die Gründerväter und ehemalige Redakteure von Der Spargel erschienen.

## Die „SPIEGEL-SPARGEL-Affäre“
Auf Grund der sogenannten Spiegel-Spargel-Affäre wurde die Zeitschrift 1995 überregional bekannt. Nachdem der SPARGEL 1992 zahlungsunfähig war, wurde er 1994 von drei Schülern gemeinsam mit dem Deutschlehrer Bertram wiederbelebt. 1995 wurde die Ausgabe „50 Jahre danach“ zum Besten Schülermagazin Niedersachsens gewählt. Der SPARGEL, der mit seinem Cover dem SPIEGEL mehr als stark ähnelte, schickte diese Nachricht gemeinsam mit einem Anzeigenangebot zur Werbeabteilung des SPIEGELs. Die Idee war: Mit dem SPARGEL neue SPIEGEL-Leser zu gewinnen. Nach einigen Nachfragen kam endlich eine Antwort, doch nicht wie erwartet von der Werbeabteilung, sondern vom SPIEGEL-Justitiar Dietrich Krause. Er forderte, das Design des Titelbilds bis zum Ende des Jahres „so zu verändern, dass es der SPIEGEL-Titelseite nicht (mehr) verwechselbar ist!“. Nach einigen Wochen des Briefwechsels gab die SPARGEL-Redaktion den Briefwechsel an die Leine-Nachrichten. Dadurch wurde ein Medienansturm ausgelöst. Als der Bericht erschien, riefen die Deutsche Presse Agentur sowie mehrere Fernsehsender an, um die neuesten Informationen zu bekommen. Es folgten dutzende Zeitungsartikel, Fernseh- und Radioberichte. Dietrich Krause reagierte darauf, man solle die Verhandlungen nicht über die Medien führen, sondern direkt verhandeln. So wurden 15 Redakteure des SPARGELs zum Spargel-Essen nach Hamburg eingeladen. Das „heute journal“ des ZDF, taff, RTL, Sat.1 und die ARD berichteten darüber.
„Macht doch einfach weiter, wie bisher!“, sagte Stefan Aust nach fünf Wochen Verhandlung. „‚Der SPIEGEL‘ musste viel Kritik einstecken, weil niemand verstand, wieso man eine so kleine Zeitung verklagt. Wir hatten uns einen Anwalt genommen, der mit uns die Strategie besprochen hat: Wir wollten nichts zurücknehmen! Wir wollten uns verklagen lassen und dann gehen wir da rein, und der SPIEGEL lenkt ein. Da waren wir enttäuscht!“. Der Ausgang des Verfahrens: Stefan Aust, bis 2008 Chefredakteur des Nachrichtenmagazins, lud die Laatzener Schülerzeitungsredaktion zum SPARGEL-Essen nach Hamburg ein, zog vor laufenden ZDF-Kameras die Klage zurück und schaltete für die folgenden Jahre ganzseitige Anzeigen des SPIEGEL im SPARGEL. Die Gegeneinladung zum SPIEGEL-Eier-Essen nach Laatzen sagte die Hamburger Redaktion aus Termingründen ab. 1996 initiierte Der Spiegel seinen ersten internationalen Schülerzeitungswettbewerb, aus welchem der SPARGEL mehrfach als Sieger hervorging.

## Preise
Wiederholt und in den verschiedenen Rubriken gewann Der Spargel journalistische Auszeichnungen, u. a. auch vom ehemaligen Streitpartner, dem Nachrichtenmagazin Spiegel. Sowohl den Preis für das beste Titelbild, den Heftinhalt, als auch in der Gesamtwertung gewann die Zeitung mehrmals. Auch bei anderen Preisverleihungen wie denen der Schülerzeitungswettbewerbe des Verbandes der Niedersächsischen Jugendredakteure (VNJ), der Junge Presse Niedersachsen (JPN) oder der Bundesländer wurde Der Spargel regelmäßig prämiert.
Ehrungen und Preise seit 1995:
- Schülerwettbewerb des Niedersächsischen Landtags 2000: 1. Sieger mit dem Sonderheft „Gewalt in der Schule“
- Junioren-Presse-Preis für Niedersachsen/Bremen: sechsmal 1. Platz, zweimal 2. Platz, dreimal 3. Platz
- Bundesweiter Schülerzeitungswettbewerb der Länder: 1. Sieger 2006, 2. Sieger 2007
- Bundesweiter Deutscher Schülerzeitungswettbewerb der Jungen Presse: 1. Platz 2008, 4. Platz 2009
- Schülerzeitungswettbewerb des Nachrichtenmagazins „Der Spiegel“:
  - 1. Platz 2004 in der Kategorie „Interview“
  - 1. Platz 2005 in der Kategorie „Heftinhalt“
  - 1. Platz 2007 in der Kategorie „Titelblatt“
  - zweimal 3. Plätze 2005 und 2007 in der Kategorie „Gesamtsieger“
  - 3. Platz 2007 in der Kategorie „Heftinhalt“
  - weitere Platzierungen zwischen 5. und 8. in den Kategorien „Reportage“, „Foto“ und „Layout“.

DER SPARGEL hat erfolgreich am Wettbewerb Schule des Jahres 1996/97 teilgenommen:
- Heft Januar 2005: 1. Platz Heftinhalt, 3. Platz Gesamtauftritt
- Der Spiegel – Die Schülerzeitungen des Jahres 2005/06: 1. Platz
- Junioren-Presse-Preis 2005 Niedersachsen/Bremen
- Heft Januar 2006: 1. Platz Schülerzeitungswettbewerb der Länder 2006, 3. Platz Junioren-Presse-Preis
- 2006 Niedersachsen/Bremen: 1. Platz Titelblatt, 3. Platz Heftinhalt
- Der Spiegel – Die Schülerzeitungen des Jahres 2006/07: 1. Platz
- Junioren-Presse-Preis 2008 Niedersachsen/Bremen: 2. Platz
- Schülerzeitungswettbewerb der Länder 2007: Heft Dezember 2007: 1. Platz
- Deutscher Schülerzeitungspreis 2008 Junge Presse: 2. Platz
- Junioren-Presse-Preis 2008 Niedersachsen/Bremen: 1. Platz
- Junioren-Presse-Preis 2009 Niedersachsen/Bremen: 4. Platz
- Deutscher Schülerzeitungspreis 2009 Junge Presse: Juni 2010, Gefangen im Schönheitswahn
- Dezember 2010: Sonderpreis für tiefgründige Recherche der Landesanstalt für Medien NRW
- Juni 2011: ABI-Award
- Dezember 2011: 5 Spiegel-Auszeichnungen
- Deutscher Schülerzeitungspreis Layout Sonderpreis
- Landeswettbewerb Sieger Niedersachsen: 2. Platz
- Juni 2013: 6 Spiegel Auszeichnungen u. a. in den Kategorien Layout, Interview, Reportage und Foto
- Februar 2014: 2. Platz Landeswettbewerb
- Juni 2015: 3. Platz Bundeswettbewerb
- März 2016: 1. Platz Landeswettbewerb
- Februar 2017 1. Platz Landeswettbewerb
- Februar 2018 2. Platz Landeswettbewerb
- Juni 2019 Sonderpreis „Daten als Währung“ auf Bundesebene
- Februar 2020 1. Platz Landeswettbewerb
- Mai 2020 2. Platz Bundeswettbewerb